# Wyatt Glacier
Wyatt Glacier är en glaciär i Antarktis. Den ligger i Västantarktis. Argentina, Chile och Storbritannien gör anspråk på området. Wyatt Glacier ligger 1 257 meter över havet.
Terrängen runt Wyatt Glacier är varierad. Trakten är obefolkad. Det finns inga samhällen i närheten.